# Darmstadtium
Darmstadtium ist ein ausschließlich künstlich erzeugtes chemisches Element mit dem Elementsymbol Ds und der Ordnungszahl 110. Es zählt zu den Transactinoiden (7. Periode, d-Block). Das Element gehört zur 10. IUPAC-Gruppe im Periodensystem der Elemente und damit zur Nickelgruppe.

## Geschichte

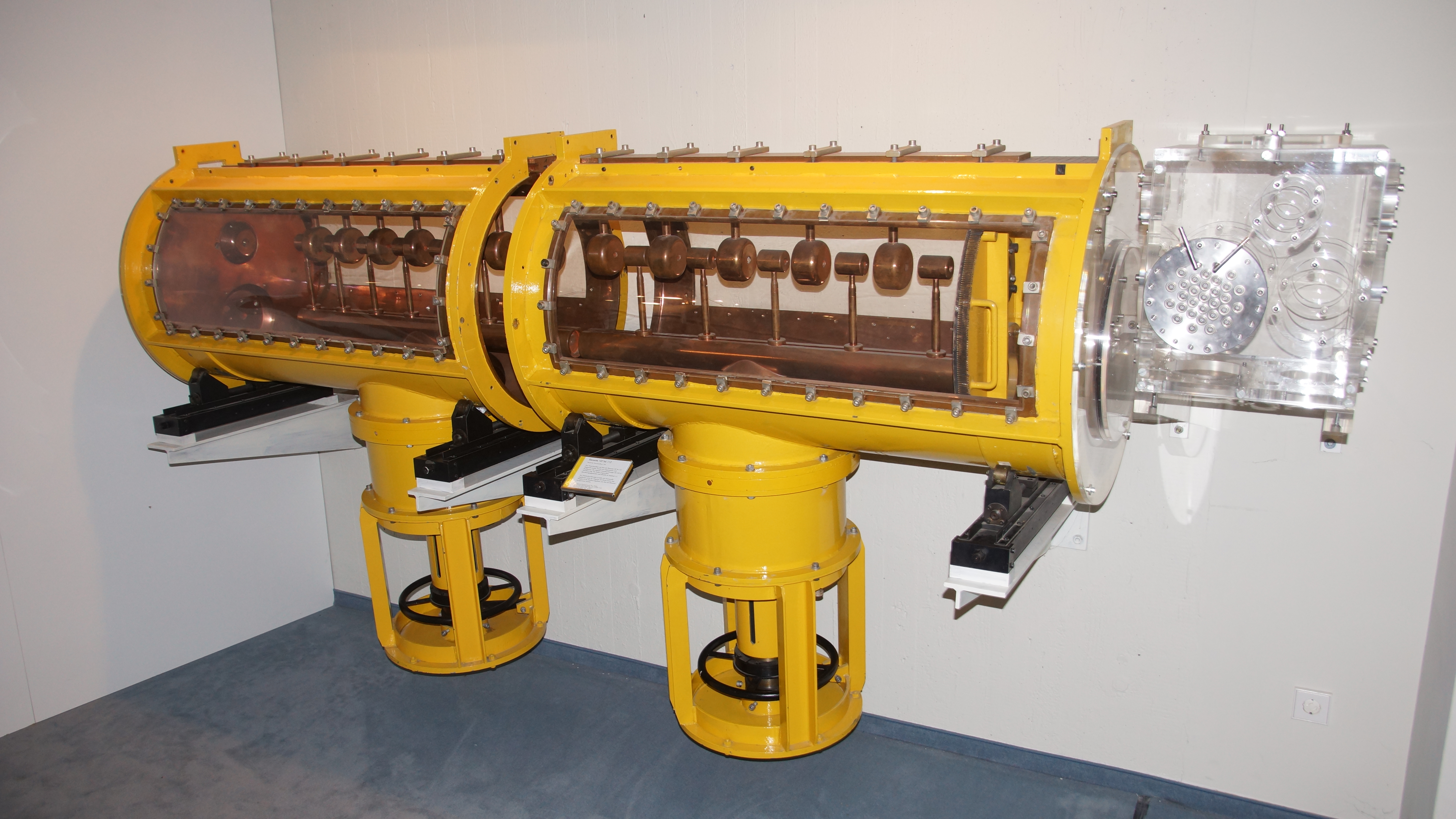
Versuchsaufbau zur Herstellung der Elemente 107 bis 112

Darmstadtium wurde erstmals am 9. November 1994 bei der Gesellschaft für Schwerionenforschung (GSI) in Darmstadt von Peter Armbruster und Gottfried Münzenberg unter der Leitung von Sigurd Hofmann hergestellt. Das neue Element wurde durch Fusion eines Blei- und eines Nickel-Ions künstlich erzeugt. Der Kern des Isotops 269Ds entstand durch Verschmelzung von 208Pb mit 62Ni unter Aussendung eines Neutrons:
{\displaystyle \,_{\ 82}^{208}\mathrm {Pb} +\,_{28}^{62}\mathrm {Ni} \to \,_{110}^{269}\mathrm {Ds} +\,_{0}^{1}\mathrm {n} }
Mittlerweile konnten 14 verschiedene Isotope von Darmstadtium mit Atommassen zwischen 267 und 282 erzeugt werden. Die Halbwertszeiten variieren von 3,1 µs (267Ds) bis 1,1 min (282Ds).
Bis Ende 2011 wurden nur einige Dutzend Atome des Elements hergestellt.

## Namensgebung
Am 15. August 2003 wurde der Name Darmstadtium von der International Union of Pure and Applied Chemistry (IUPAC) akzeptiert. Zu Ehren der Darmstädter Gesellschaft für Schwerionenforschung, die sechs neue Elemente entdeckt und hergestellt hat, wurde am 2. Dezember 2003 Ununnilium offiziell auf Darmstadtium (Ds) getauft. Darmstadt ist damit die einzige deutsche Stadt, nach der ein Element benannt wurde. Zuvor wurde provisorisch der von der Ordnungszahl 110 abgeleitete systematische Elementname Ununnilium (Symbol Uun) verwendet. Vor der Einführung der systematischen Namen lautete die Bezeichnung für das damals noch hypothetische Element „Eka-Platin“. 

## Sicherheitshinweise
Es gibt keine Einstufung nach der CLP-Verordnung oder anderer Regelungen, weil von diesem Element nur wenige Atome gleichzeitig herstellbar sind und damit viel zu wenige für eine chemische oder physikalische Gefährlichkeit.

## Verschiedenes

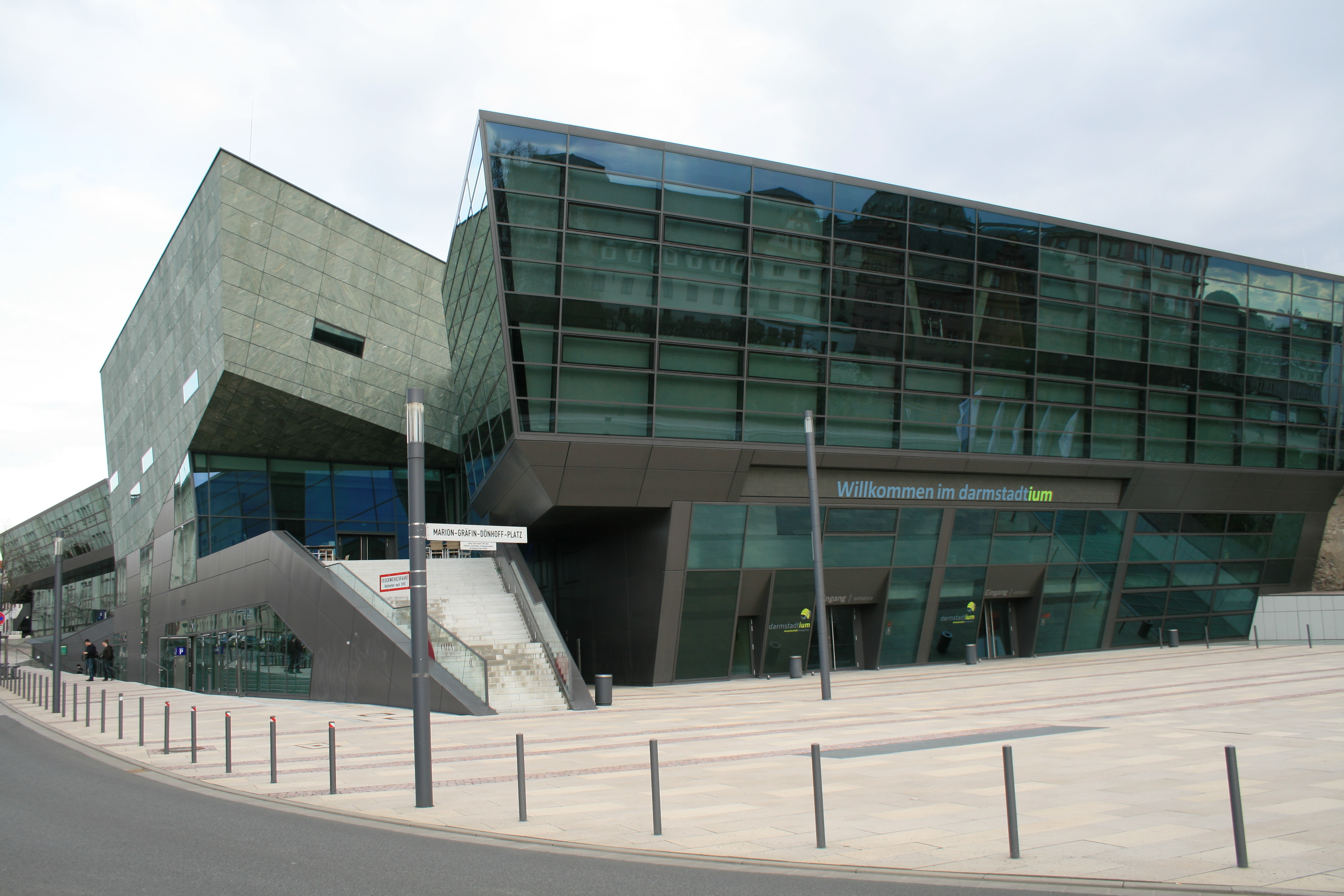
Kongresszentrum darmstadtium

Das 2007 eröffnete Wissenschafts- und Kongresszentrum in Darmstadt wurde in Anlehnung an den Namen dieses Elements darmstadtium (Eigenschreibweise) benannt.